# Comitatul Zemplén
Comitatul Zemplén, cunoscut și ca Varmeghia Zemplén (în maghiară Zemplén vármegye, în germană Komitat Semplin, în latină Comitatus Zemplinumsis, în slovacă Zemplínska župa), a fost o unitate administrativă a Regatului Ungariei din secolul al XII-lea și până în 1920. În prezent, majoritatea teritoriului fostului comitat se găsește în estul Slovaciei sub denumirea de Zemplín, cu excepția unor porțiuni din sud care se află în nord-estul Ungariei, în județul Borsod-Abaúj-Zemplén. Capitala comitatului a fost orașul Sátoraljaújhely (în germană Neustadt am Zeltberg, în slovacă Nové Mesto pod Šiatrom), aflat astăzi în apropierea graniței între Ungaria și Slovacia.

## Geografie
Comitatul Zemplén se învecina la nord cu Regatul Galiției și Lodomeriei (teritoriu care aparținea Poloniei și apoi Imperiului Austriac), la vest cu comitatele Sáros (Šariš) și Abaúj-Torna (Abov-Turňa), la sud-vest cu Comitatul Borsod, la sud-est cu Comitatul Szabolcs și la est cu Comitatul Ung. Teritoriul comitatului se afla situat în partea de est a Slovaciei de astăzi (cu excepția regiunii aflate între Vihorlatské vrchy și râul Latorica), plus o fâșie aflată de-a lungul râurilor Bodrog și Tisa (Tisza) din Ungaria de astăzi. Râurile Laborec și Bodrog curgeau pe teritoriul comitatului. Suprafața comitatului în 1910 era de 6.282 km², incluzând suprafețele de apă.

## Istorie
Comitatul Zemplén este unul dintre cele mai vechi comitate din Regatul Ungariei, el fiind atestat încă din secolul al XII-lea. Capitala comitatului a fost inițial Castelul Zemplín, iar în secolul al XIII-lea a devenit orașul Sárospatak (in slovacă Potok, numele alternativ al comitatului fiind comitatus de Potok). Din Evul Mediu târziu capitala a fost orașul Zemplén, pentru ca în 1748 să devină orașul Sátoraljaújhely (în slovacă Nové Mesto pod Šiatrom).
La sfârșitul Primului Război Mondial, jumătatea nordică a comitatului Zemplén a devenit parte componentă a noului stat Cehoslovacia, aceste modificări de granițe fiind recunoscute prin Tratatul de la Trianon (1920). Jumătatea sudică (inclusiv cea mai mare parte a orașului Sátoraljaújhely care a fost divizat) a rămas în Ungaria ca parte a comitatului Zemplén.
Ca urmare a prevederilor controversate ale Primului arbitraj de la Viena (noiembrie 1938), o parte adițională a fostului comitat Zemplén (din Cehoslovacia) a fost ocupată de Ungaria. După război, această parte a revenit Cehoslovaciei.

## Demografie
În 1891, populația comitatului era de 299.197 locuitori, dintre care::
- Maghiari -- 141.188 (47,2%)
- Slovaci -- 107.477 (35,9%)
- Ruteni -- 31.036 (10,4%)
- Germani -- 15.511 (5,2%)

În 1910, populația comitatului era de 343.194 locuitori, dintre care: 
- Maghiari -- 193.794 (56,46%)
- Slovaci -- 92.943 (27,08%)
- Ruteni -- 39.033 (11,37%)
- Germani -- 9.749 (2,84%)

La același recensământ, populația era împărțită astfel din punct de vedere al religiei:
- romano-catolici - 38,6%
- greco-catolici - 30,0%
- reformați (calvini) - 19,7%
- evrei - 9,6%
- luterani - 2,0%
- greco-ortodocși - 0,1%

## Subdiviziuni
La începutul secolului al XX-lea, subdiviziunile comitatului Zemplén erau următoarele:
| Districte (járás)                          | Districte (járás)                 |
| District                                   | Capitală                          |
| ------------------------------------------ | --------------------------------- |
| Bodrogköz --- Medzibodrožie                | Királyhelmec --- Královský Chlmec |
| Gálszécs                                   | Gálszécs --- Sečovce              |
| Homonna                                    | Homonna --- Humenné               |
| Mezőlaborc                                 | Mezőlaborc --- Medzilaborce       |
| Nagymihály                                 | Nagymihály --- Michalovce         |
| Sárospatak                                 | Sárospatak                        |
| Sátoraljaújhely                            | Sátoraljaújhely                   |
| Szerencs                                   | Szerencs                          |
| Szinna                                     | Szinna --- Snina                  |
| Sztropkó                                   | Sztropkó --- Stropkov             |
| Tokaj                                      | Tokaj                             |
| Varannó                                    | Varannó --- Vranov nad Topľou     |
| Districte urbane (rendezett tanácsú város) |                                   |
| Sátoraljaújhely                            |                                   |

Orașele Sátoraljaújhely, Sárospatak, Tokaj și Szerencs sunt în prezent în Ungaria; celelalte orașe menționate se află în Slovacia.